# Pavetta barnesii
Pavetta barnesii là một loài thực vật có hoa trong họ Thiến thảo. Loài này được Elmer ex Merr. mô tả khoa học đầu tiên năm 1906.